# Charles Gray
Charles Gray (29. august 1928 - 7. marts 2000) var engelsk skuespiller. Han var bedst kendt for sin rolle som Ernst Stavro Blofeld i James Bond-filmen Diamanter varer evigt fra (1971).